# Xabier Etxebarria Larrabide
Xabier 'Xabi' Etxebarria Larrabide (Igorre, 20 de juliol de 1987) és un futbolista basc, que ocupa la posició de defensa.

## Carrera esportiva
Va arribar al 2008 a les files de l'Athletic Club provinent del Zamudio SD, de la Tercera Divisió. Després de destacar a l'equip filial, el Bilbao Athletic, el 7 de desembre de 2008 debuta a la màxima categoria amb els de San Mamés, en partit contra el Racing de Santander.